# Herb Bermudów
Herb Bermudów został nadany 4 października 1910 r. Przedstawia siedzącego na zielonej murawie czerwonego lwa, który trzyma w łapach tarczę, a w polu statek roztrzaskujący się o skały. Jest to nawiązanie do katastrofy statku "Sea Ventura", który w 1609 r. rozbił się u wybrzeży Bermudów.
Herb bazuje na herbie "Bermuda Company " z 1615 roku.
Herb powstał w londyńskim Kolegium Herbowym na zamówienie rządu Bermudów aby uczcić 300-lecie odkrycia wysp.
Dewiza "Quo fata ferunt" pol. Gdzie losy poprowadzą (nas), pochodzi z "Eneidy" Wergiliusza.